# Салар-де-Атакама
Сала́р-де-Атака́ма или Атака́ма (исп. Salar de Atacama) — солончак в Южной Америке, крупнейший на территории Чили. Расположен в южной части пустыни Атакама, в окружённой горами бессточной области. Ближайший город располагается в 55 км к северу — Сан-Педро-де-Атакама (область Антофагаста). На востоке солончак ограничен главным хребтом Анд, а с запада — второстепенным хребтом этой горной системы, Кордильера-Домейко. В районе солончака располагаются несколько вулканов, включая Ликанкабур, Акамарачи, Агуас-Кальентес и самый активный чилийский вулкан Ласкар. Все они находятся на восточной стороне солончака, образуя горную цепь, которая разделяет два бессточных бассейна.

## Описание
Салар-де-Атакама имеет площадь 3 тыс. км² и размеры около 100 на 80 км, что делает его третьим по величине в мире после солончака Салар-де-Уюни в Боливии (10 582 км²) и Салинас-Грандес в Аргентине (6000 км²). Средняя высота над уровнем моря составляет около 2300 м. Рельеф солончака довольно неровный, что обуславливается отсутствием на нём воды в отличие от большинства других солончаков, например того же Салар-де-Уюни, который периодически заполняется неглубоким слоем воды. Солончак имеет несколько заполненных солёной водой лагун.
По данным Геологической службы США под Салар-де-Атакама содержится 27 % мировых запасов лития — элемента, являющегося существенным компонентом при производстве аккумуляторов и лекарств. Литий содержится главным образом в подземных засоленных водах, которые выкачиваются на поверхность через сеть колодцев в крупные бассейны. Вода испаряется, а оставшаяся соль собирается для экстракции.
Лагуна Чаха, являющаяся частью солончака, входит в национальный заповедник Лос-Фламенкос. В ней обитают такие виды птиц, как чилийский и андский фламинго, андская шилоклювка, желтоклювый чирок, хохлатые утки, южноамериканский степной зуёк и бэрдов песочник.

## Галерея

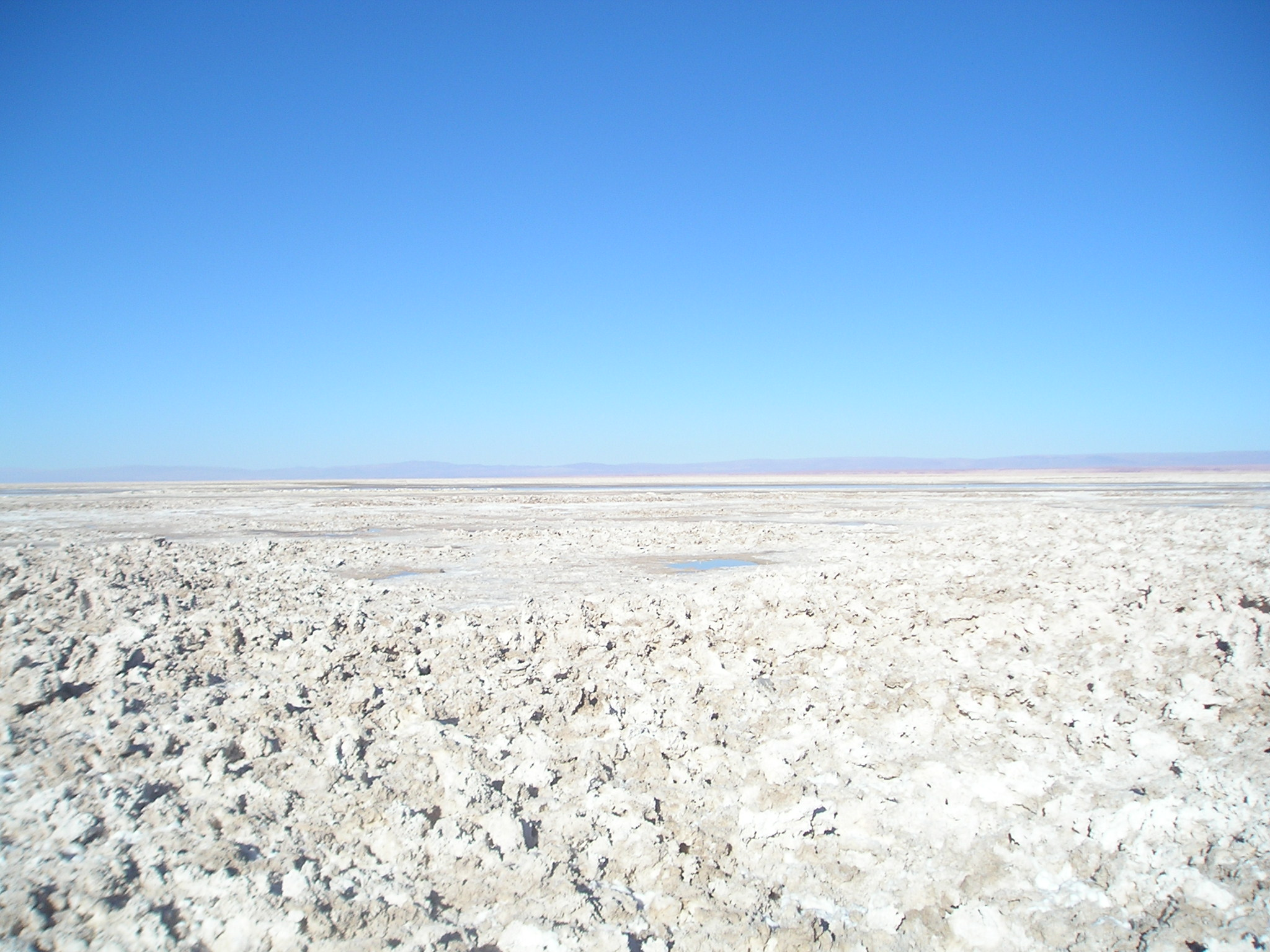
Ландшафт Салар-де-Атакама
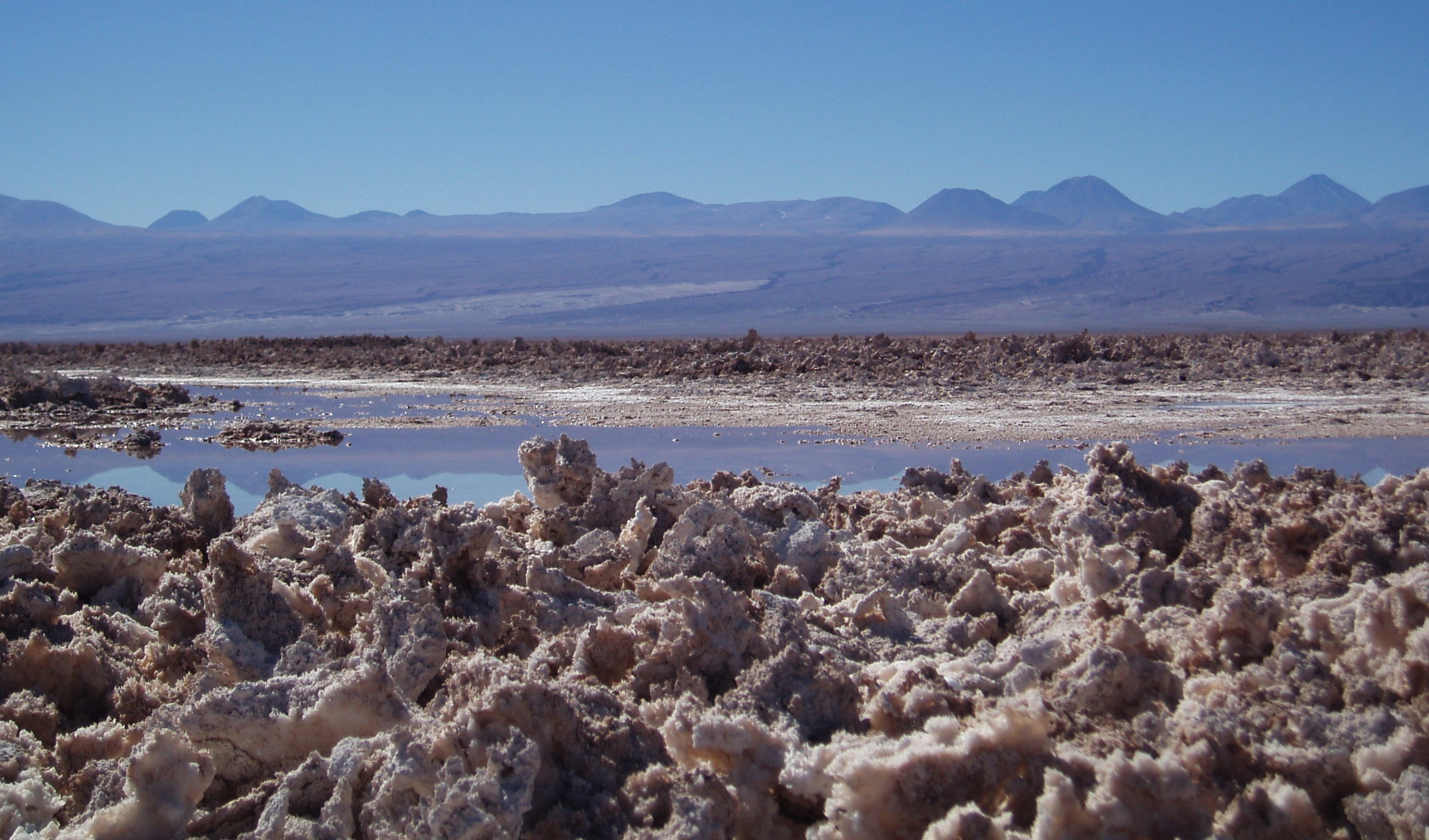
Салар-де-Атакама
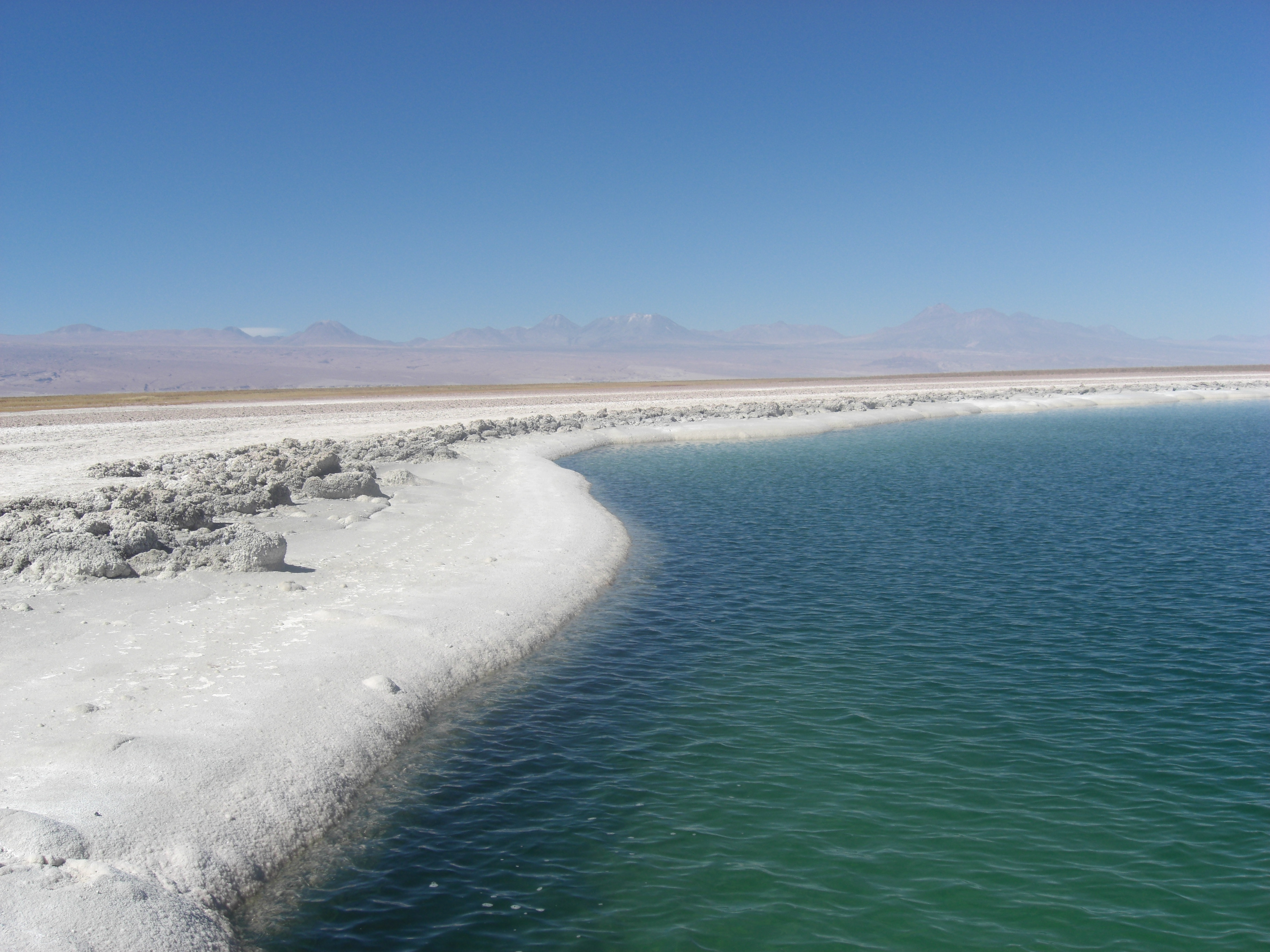
Лагуна Сехас
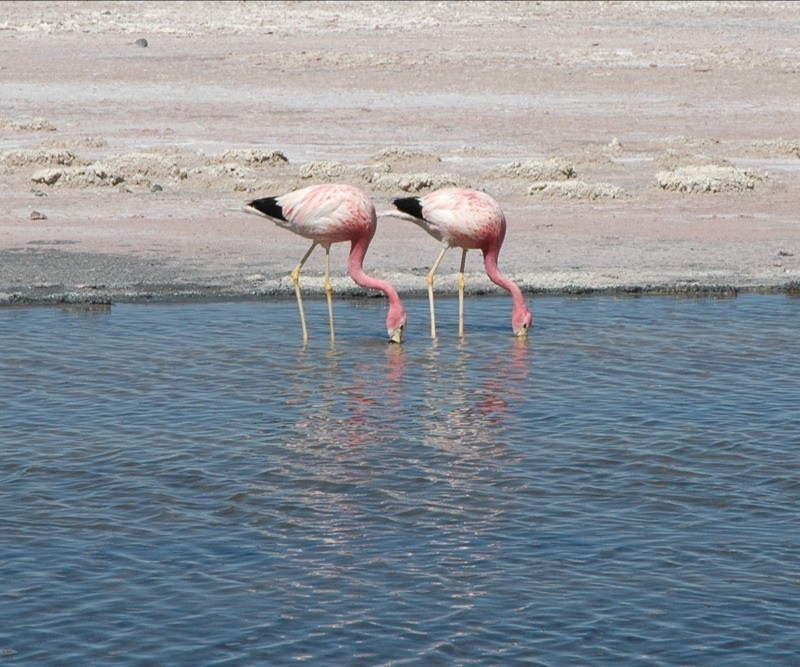
Андские фламинго
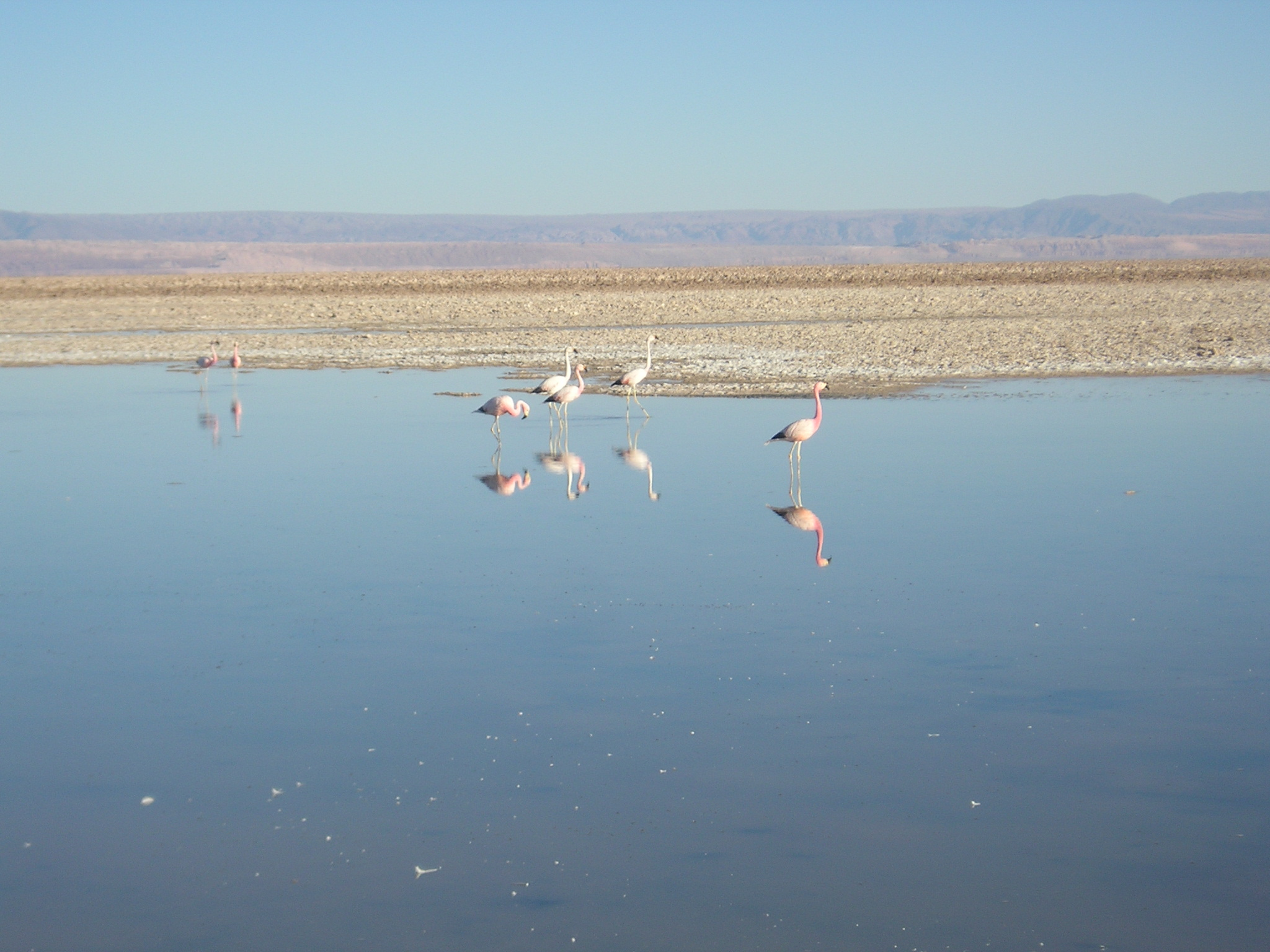
Андские фламинго в лагуне Чаха
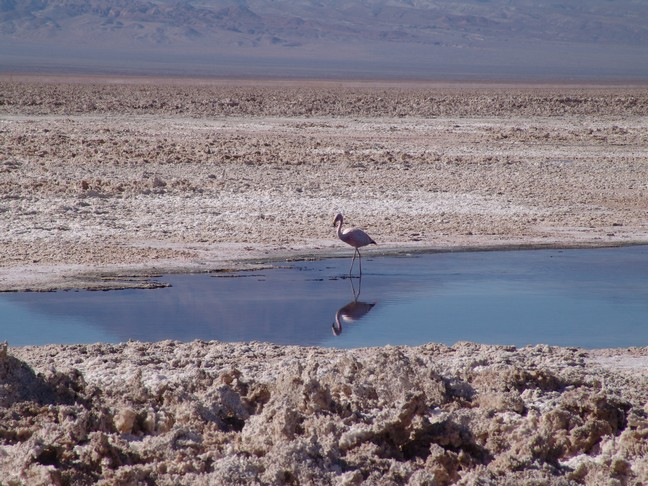
Район Сан-Педро-де-Атакама, 2300 м над уровнем моря